# Byron Howard
Byron P. Howard, född 26 december 1968 i Misawa i Aomori prefektur, Japan, är en amerikansk animatör, karaktärsdesigner, filmregissör, filmproducent, och manusförfattare. Han är mest känd för att ha regisserat filmerna Bolt (2008), Trassel (2010), Zootropolis (2016) och Encanto (2021). Han är den första regissören inom HBTQ-rörelsen till att vinna en Oscar för bästa animerade film, detta för sina respektive insatser i både Zootropolis och Encanto.
Byron Howard, som är uppvuxen i utkanten av Philadelphia, samt i Issaquah i delstaten Washington, har varit gift med sin make sedan år 1988. Han har studerat på Evergreen State College i Olympia.

## Filmografi (i urval)
- 1995 – Pocahontas
- 1998 – Mulan
- 2002 – Lilo & Stitch
- 2003 – Björnbröder
- 2005 – Lilla kycklingen
- 2008 – Bolt
- 2009 – Prinsessan och grodan
- 2010 – Trassel
- 2011 – Nalle Puhs film – Nya äventyr i Sjumilaskogen
- 2012 – Röjar-Ralf
- 2013 – Frost
- 2014 – Big Hero 6
- 2016 – Zootropolis
- 2016 – Vaiana
- 2018 – Röjar-Ralf kraschar internet
- 2019 – Frost 2
- 2021 – Raya och den sista draken
- 2021 – Encanto
- 2022 – En annorlunda värld
- 2023 – Önskan